# 血縁選択説
血縁選択説（けつえんせんたくせつ）とは、自然選択による生物の進化を考えるには、個体が自ら残す子孫の数だけではなく、遺伝子を共有する血縁者の繁殖成功に与える影響も考慮すべきだとする進化生物学の理論。これによって、血縁個体に対する利他行動の進化を説明することができる。血縁淘汰説ともいう。

## 背景
自然選択説によれば、生物は自らの子孫をより多く残すように進化すると予測される。しかし、実際の生物にはしばしば利他行動、すなわち自分の繁殖成功を下げて他者の繁殖成功を高める行動が見られる。とくに顕著なのはハチやアリなどの社会性昆虫などに見られる真社会性であり、この場合には一部の個体（働きバチ、働きアリなど。一般にワーカーという）は全く繁殖せず、他個体の繁殖を助けることに一生を費やす。このような自分の子孫を残さない形質は、自然選択によってすぐに個体群から消えてしまうはずである。
自然選択説を提唱したダーウィン自身この問題に気付いていた。彼は、ウシの肉質に対する人為選択を引き合いに出して説明している。ウシの肉質がわかったときには、当のウシはすでに殺されているので、そのウシの子孫を直接増やすのは難しい。しかし育種家は、その家族を繁殖させることで、肉質のよいウシの育種を行っているのだ。この説明は驚くほど現代的な血縁選択説に近いが、一方で曖昧な部分もあった。
ダーウィン以降、利他行動は「集団にとっての利益」「種の繁栄」によって説明されてきた。この考えは、個体にとって不利益な形質でも、それが種や集団全体の利益となるなら、集団レベルではたらく自然選択（群選択）によって進化するというものだが、詳しく検討されたわけではなく、漠然と受け入れられていた。この状況を一変させたのがハミルトンによる血縁選択説である。

## 内容
従来の自然選択説がある個体自身の繁殖成功（直接適応度）のみを考えていたのに対して、血縁選択説はその個体が、遺伝子を共有する血縁個体の繁殖成功を増すことによって得る間接適応度も考慮に入れる。そして、この2つを足し合わせた包括適応度を最大化する形質が進化すると予測する。
血縁選択説では、血縁者に対する利他行動を促進する遺伝子を想定し、その頻度が世代を経るにつれて増えるか減るかを考える。そのような遺伝子は、利他行動を行う個体自身の繁殖成功（直接適応度）を下げるために、次世代では頻度を減らすように思われる。しかし、利他行動が同じ遺伝子を持つ個体の繁殖成功を高くするのであれば、利他行動を受ける個体が多くの子孫を残すことによって、合計ではその遺伝子の頻度は増えていく（自然選択において有利になる）可能性がある。

### 血縁度
個体間の遺伝子の共有度合いを血縁度（近縁度とも）という。より厳密には、注目する遺伝子について、集団全体でのその遺伝子の頻度と比べて、共有される確率がどれほど高いかを示す数値が血縁度である。すなわち、「ありふれた遺伝子はほとんどすべての個体に共有されるから血縁度は1である」「同種内であればどの個体もほとんどすべての遺伝子を共有するから血縁度は1である」といった主張は間違いで、集団の平均をベースラインとして差し引いたものとして、血縁度を計算しなければならない。たとえ遺伝子がほとんどの個体で共有されているとしても、あらゆる個体に対して利他的に振舞う戦略は進化的に安定な戦略ではなく、安定になるのは上記の定義での血縁度に基づく利他行動をする戦略である。
上の定義は複雑だが、近似的な「同祖性による定義」を用いることで、簡単に血縁度を計算することができる。この定義では、個体間で、共通する祖先から受け継いだ稀な遺伝子を共有する確率が血縁度となる。同祖性による血縁度は、家系図から計算することができる。
2倍体の有性生殖生物を例に、いくつか計算を示す。ある個体が稀な遺伝子Aを1つだけ（ヘテロで）持つとする。有性生殖によって、子には半分の遺伝子だけが伝わるので、その子が同じくAを持つ確率は0.5である。したがって、親からみた子の血縁度は0.5となる。同様に、子から見た親の血縁度も0.5である。次に、両親とも同じ兄弟姉妹間の血縁度を計算してみよう。先ほどと同様にある個体が稀な遺伝子Aをヘテロで持つ場合、Aが父親に由来する確率は0.5で、その場合に父親が他の兄弟姉妹にもAを伝えている確率も0.5なので、父親由来でAを共有する確率は0.5×0.5=0.25となる。母親由来で共有する確率も同様に計算して0.25なので、兄弟姉妹間の血縁度は0.25+0.25=0.5となる。すなわち、親子間の血縁度と兄弟姉妹間の血縁度は等しい。片親が異なる兄弟姉妹（異母あるいは異父）の場合、親のどちらかを通じて共有する可能性しかないので、血縁度は0.25となる。同じ計算により、いとこの血縁度は0.125となる。

### ハミルトン則
他個体との相互作用がないときの適応度をw、利他行動によって相手が得る利益（benefit）をb、利他行動によって失う自身の繁殖成功をc（cost）、利他行動をする個体から見た相手の血縁度 （relatedness）をrとすると、包括適応度は
- w + br - c

となる。利他行動が進化するのは、これが利他行動をしない個体の適応度wより大きいときなので、その条件は
- br - c > 0

となる。すなわち、利他行動を受ける個体の利益に血縁度で重み付けしたものが、利他行動を行う個体が被るコストを上回るとき、利他行動が進化すると予測できる。これをハミルトン則と呼ぶ。ハミルトン則はこの不等式を変形し、
- b/c > 1/r

と表すこともできる。

## 血縁選択の事例

### ヘルパー

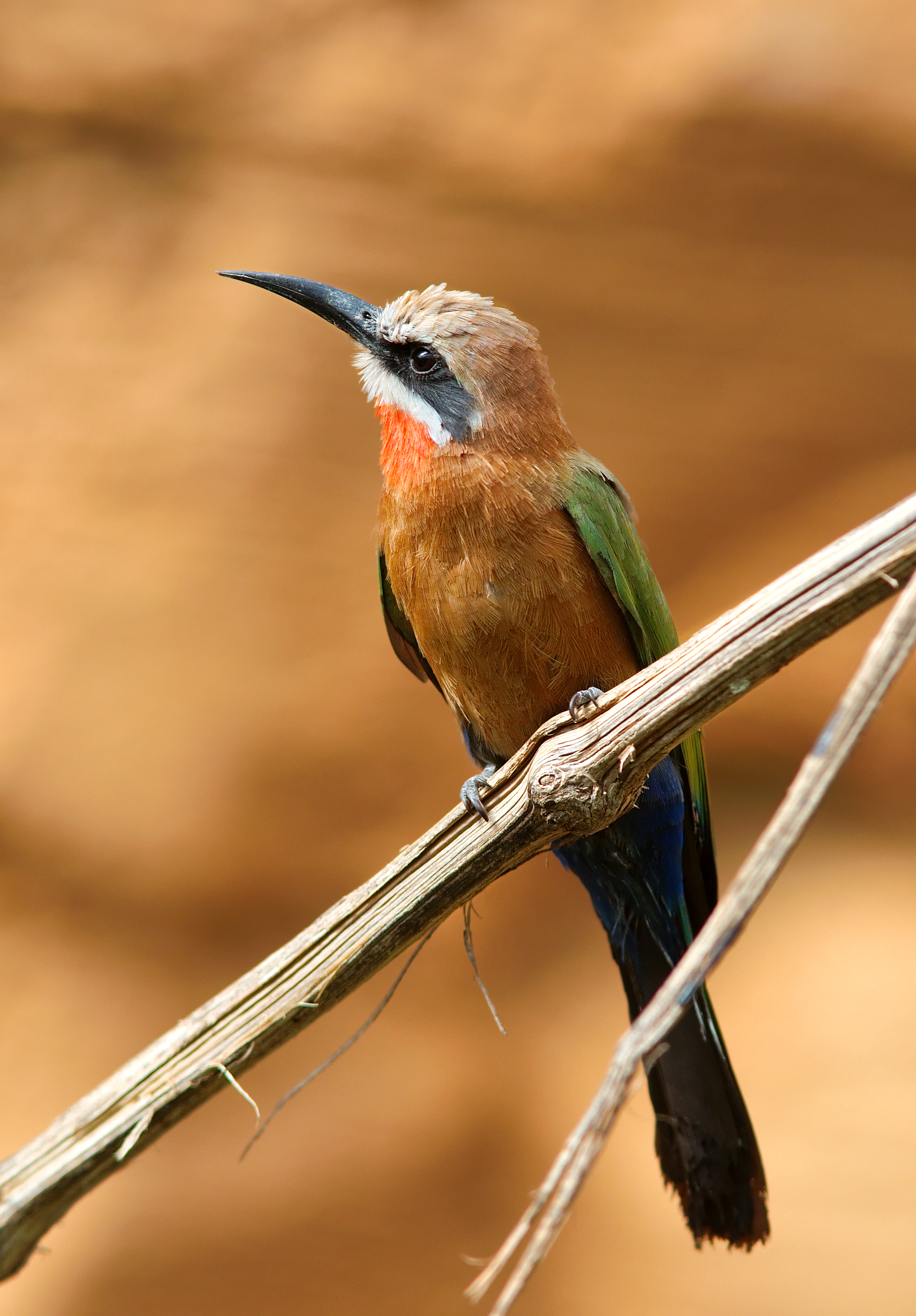
シロビタイハチクイの若い雄は弟妹の世話をすることがある。

シロビタイハチクイでは、雄が産まれた巣に留まり、ヘルパーとして親の繁殖を手伝うことがある。つまり弟妹の世話をするのだが、これは両親とも同じであれば血縁度0.5の個体に対する利他行動となる。しかし一方の親が死ぬなどして別の個体に入れ替わると、世話の相手は異母または異父の弟妹となり、血縁度は0.25に下がる。血縁選択説から予測されるとおり、助ける相手の血縁度が下がるほど、ヘルパーを止めて巣を離れる確率が高くなる。血縁度が高い相手に利他行動を向ける傾向は、スズミツスイなど他の鳥でも確認されている。
血縁度rだけでなく、利他行動の利益bやコストcも、利他行動の進化に影響する。シロビタイハチクイでは、餌不足のときほど多くの個体がヘルパーになることも知られている。これは、餌の乏しいときには助けることの利益bが大きくなることに加えて、独立して自力で繁殖できる見込みが小さくなる（利他行動によって失う繁殖成功cが小さくなる）ことによるのだろう。1歳のドングリキツツキは、縄張りの空きが少ないときほど高い割合で産まれたグループに留まってヘルパーになる。ルリオーストラリアムシクイやムラサキオーストラリアムシクイでは、性比が雄に偏っていて、若い雄が配偶相手を得るのが困難なときほど、ヘルパーを持つ群れが多くなる。これらの要因も、ヘルパーをしなかったときに得られると期待される繁殖成功cを下げるので、相対的にヘルパーになることを有利にすると考えられる。
ヤマセミでは、血縁度と巣立ったヒナの数を測定することで包括適応度を実際に計算した研究がある。それによると、若い雄は雌を得られなかったときに親のもとでヘルパーになることで、確かに高い包括適応度を得ていた。親を援助するヘルパーほどには働かないが、血縁のない個体を援助するヘルパーもいて、彼らは援助相手の雄が死んだときに取って代わることで、翌年以降に繁殖できる見込みを高めている。

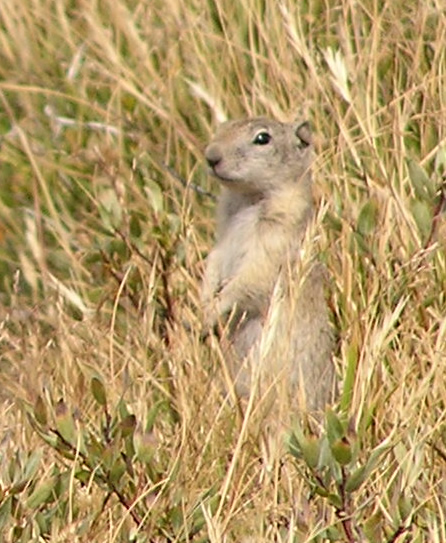
ベルディングジリスは、血縁者に捕食者の接近を知らせる。

### 警戒声
群れに捕食者が接近したときに、警戒声と呼ばれる特有の鳴き声を出す動物がいる。この行動は他個体に危険を知らせて利益を与えるが、捕食者の注意を引いて自身を危険に晒す利他行動であるように思われる。ベルディングジリスでは、雄より雌のほうがよく警戒声を発する。この種では雄は産まれた群れを離れるが、雌は群れに留まるため、雄よりも雌のほうが多くの血縁者と一緒にいるので、警戒声は血縁者を助けることになると考えられる。雌は血縁個体が近くにいるほど警戒声を発しやすいこともわかっている。プレーリードッグも、同じ群れに血縁個体がいるときに警戒声を発しやすい。

### 利他的分散
同じ場所を利用する個体間の競争が強ければ、血縁個体同士で資源を奪い合うよりも、一部の個体が分散し、他の生息場所に移動するほうがよいかもしれない。ハミルトンとメイの理論によれば、分散時の死亡率が相当に高くても、一部の個体は分散するのが進化的に安定な戦略となる。この理論が提唱された当時にははっきりした事例がなかったが、その後アブラムシの一種ドロオオタマワタムシで、一部の幼虫が産まれたゴール（虫こぶ）を離れ、他のゴールに侵入することが発見された。これは、自分が他のゴールに侵入できずに死亡するリスクを被って、産まれたゴールに残る血縁個体に競争回避の利益を与える利他行動とみなすことができる。

### ヒトにおける血縁選択
ヒトの研究からも、血縁選択説によって説明できる行動が見つかっている。ヤノマモ族で集団間の争いが起こると、味方のなかでも血縁度の高い者をよく助ける傾向がある。オセアニアの人々はしばしば養子を育てることがあり、これは自然選択によって説明できないとされたこともあるが、詳細に調べると養子のほとんどは養父母の血縁者（甥や姪など）であった。
カナダでは、継子が血縁のない義理の親と同居している場合、子殺しの起こる頻度が数十倍になることが明らかになっている。もっとも、子殺しが現代社会において包括適応度を高めているとは考えにくい。ヒトの進化の過程で自分の子を識別し、血縁のない相手よりも愛情や養育行動を向けやすい性質を持つようになったのが、現代社会において子殺しという結果に繋がったと解釈すべきである。また、このような研究は子殺しを正当化するものでもないことに注意が必要である。

## 真社会性の進化

### 膜翅目の真社会性
社会性昆虫には、繁殖をせず利他行動に専念する個体（ワーカー、不妊カースト）が含まれる。とくに膜翅目（ハチやアリ）では何度も真社会性が進化しており、生物学者の興味を引いてきた。
ハミルトンの血縁度4分の3仮説は、膜翅目における真社会性の進化を、半倍数性性決定と結びつけた。このシステムでは、雌は受精卵から産まれる2倍体だが、雄は未受精卵から産まれる1倍体である。したがって、血縁度の計算が2倍体の場合とは異なる。とくに重要なのが姉妹間の血縁度である。ある雌の持つ稀な遺伝子が母親由来である確率は0.5で、その場合に母親がある姉妹にもその遺伝子を渡している確率は0.5なので、母親由来で共有する確率は0.5×0.5=0.25となる。ここまでは2倍体の場合と同じだが、父親由来の確率が違ってくる。同様にある遺伝子が父親由来である確率は0.5だが、父親はゲノムを1セットしか持たず、減数分裂なしに精子を作ってすべての遺伝子を娘に伝えるので、確実に妹にもその遺伝子を渡している。したがって父親経由で共有する確率は0.5であり、姉妹間の血縁度は0.25+0.5=0.75（4分の3）となる。これは母親からみた子の血縁度0.5よりも高い。姉妹間の血縁度が高いために、雌は自身の子孫よりも血縁度が高い姉妹に仕えるワーカーになると考えられる。
この仮説の弱点の1つは、雌からみた弟の血縁度が0.25と低いことである。そのため、もし性比（厳密には、投資量でみた性投資比）が1:1ならば、雌からみた弟妹の平均血縁度は0.5となり、2倍体生物のものと変わらない。トリヴァースとヘアはこの点に着目し、もし真社会性がワーカーの包括適応度を最大化するものであるならば、ワーカーは性投資比を操作し、繁殖個体への性投資比は雄1に対し雌3となるはずだと予測した。彼らは多数の単女王性のアリについてデータを集め、このことを支持するデータを得た。この研究に対しては批判もあるが、後に行われた研究も、概してトリヴァースとヘアの仮説を支持している。
アリの性比研究が進む中で、巣によって性比が大きくばらつくことがわかってきた。この分断性比を血縁淘汰の観点から説明したのがボームスマとグラフェンの理論である。彼らの理論によると、同種内に1匹の雄のみと交尾した女王と、複数の雄と交尾した女王が混在しているとき、前者のコロニーでは雌、後者では雄が多く生産されると予測される。この予測はサンドストロームによるケズネアカヤマアリの研究で見事に実証され、血縁選択説を支持する強い根拠となった。
もう1つの問題は、女王が複数回交尾すれば、姉妹間の血縁度は低くなってしまうということだ。これに対しては、膜翅目の真社会性が進化したときには女王は単婚であったと推定されることから、複数回の交尾は真社会性が発達してから二次的に進化したものだと説明されている。一度真社会性が進化したあとで血縁度が下がると、裏切って自ら産卵しようとする他のワーカーの産卵を阻止する行動（ポリシング）が進化し、結果として真社会性は維持される。1つの巣に複数の女王がいること（多女王）による平均血縁度の低下も、同様に理解できる。

### シロアリの真社会性
等翅目のシロアリも真社会性だが、膜翅目とは異なり両性とも2倍体で、雄も雌もワーカーになる。シロアリ類の二次生殖虫は巣内に留まり、二次生殖虫同士で何世代も近親交配を繰り返す。その結果、二次生殖虫が産んだ有翅の繁殖虫は、ほとんどすべての遺伝子について、同じコピーを2つ持つ（ホモ接合）ことになる。この繁殖虫が巣から出て血縁のない他の繁殖虫（これもほとんどの遺伝子についてホモ接合）と交尾すると、産まれる個体はすべてほぼ同一の遺伝子型を持つことになり、血縁度は非常に高くなる。シロアリの真社会性はこれによって説明できると考えられる。

### その他の真社会性生物
当初、真社会性は膜翅目と等翅目でしか知られていなかった。しかし血縁選択の理論に従えば、個体間の血縁度が高ければ、他の生物でも血縁度が高くなりさえすれば、真社会性が進化してもおかしくない。実際に、真社会性はその後さまざまな生物で見つかっている。
血縁選択説によれば、クローン生殖する生物はすべての遺伝子を共有するので、利他行動が進化しやすい。ハミルトンはアブラムシにも不妊カーストが存在する可能性を指摘した。アブラムシでは、雌親が単為生殖でクローンを多数産んでコロニーを作るので、個体の出入りがなければ、コロニー内の血縁度rは1である。したがって、b>cであれば、すなわち利益がコストをわずかでも上回れば、利他行動は進化すると考えられる。その予測通り、青木重幸はアブラムシの一種ボタンヅルワタムシが不妊の兵隊カーストをつくることを確認した。その後、他のアブラムシでも真社会性は確認されており、アブラムシ類のなかで真社会性の進化が複数回起こっていることが判明した。
さらに、昆虫以外の動物でも真社会性が発見された。1つはカイメンに住むツノテッポウエビ類、もう1つはトンネルを掘って地中で暮らすハダカデバネズミである。これらの例も、やはり血縁度の高さから説明できる。
一部の無脊椎動物は多くの個体（個虫）が集まって群体を作る。なかでも外肛動物の裸喉綱などいくつかの分類群では、群体を構成する個虫に分化が見られ、一部の個虫は繁殖に関与しない。血縁選択説の観点からすると、このような群体は無性生殖によって数を増すから、その個体間の血縁度は1であり、このような群体内での個体の分化は社会性昆虫における不妊カーストの出現と同様の現象と見ることができる。

## 血縁識別
血縁のある個体とない個体が入り混じった状況で、血縁個体のみに利他行動を向けるには、血縁個体を識別する必要がある。このため、多くの動物が血縁関係を認識する能力を持つ。アリやハチでは、体表の化学物質組成がコロニーによって異なり、これによって同じコロニー出身の血縁者を認識している。ベルディングジリスは、幼い頃に同居していた個体を血縁者として認識する。一方で、血縁選択のためには血縁識別が不可欠というわけではなく、アブラムシのように、血縁者を識別しないとされる動物もいる。これは、血縁者以外と出会う可能性がごく少ない場合には、識別の能力が必要ないためと考えられる。

## 緑髭効果
通常の血縁選択では、利他行動に関わる遺伝子を共有する確率の高い個体に対して利他行動をするように進化が起こると考えられる。しかし、もし利他行動の遺伝子を確実に共有する個体に対してだけ利他行動を行うことができれば、そのような遺伝子は容易に（b>cならば）自然選択において頻度を増すだろう。たとえば、もしある遺伝子が「緑の髭を生やす」効果と、「緑髭の個体に対して利他行動を行う」効果を同時に持てば、利他行動は確実に遺伝子を共有する個体に向けられる。このことを緑髭効果と呼び、広義には、これも血縁選択に含めることができる。同一の遺伝子が偶然このような2つの効果を持つというのは考えにくかったため、当初は緑髭効果は架空のものと思われていた。しかし利他行動の遺伝的基盤の研究から、実例が見つかってきている。

## 利己的な遺伝子
血縁選択は、個体レベルの自然選択では説明できない特殊な現象を説明するときに持ち出される特殊な理論だとされることがあるが、進化の背景にある遺伝子の頻度変化を考えることから直接に導かれるものである。子育ては個体レベルでの自然選択によって進化したものと従来から認められていた。しかし、なぜ子育てが進化する（子育てに関与する遺伝子が頻度を増す）かを考えれば、血縁度0.5の個体に対する利他行動となんら変わるところがない。
ドーキンスは「利己的な遺伝子」という表現でこの点を強調した。この考えを推し進めると、究極的には遺伝子のような自己複製子こそが自然選択の単位とみなされるべきであり、個体はその乗り物（ヴィークル）であるという遺伝子選択説に結びつく。

## 誤解
血縁選択はしばしば誤解される。代表的な誤解のうち、これまでに触れていないものを挙げる。
- 遠隔地の親戚に子どもが生まれたから自分の包括適応度が上昇した。

包括適応度の計算に含められるのは血縁者の繁殖成功ではなく、ある個体の行動が血縁者の繁殖成功に与える効果である。したがって、遠隔地にいて全く繁殖成功に影響を与えられない親戚がいくら子を残そうと、包括適応度に影響することはない。
- ヒトとチンパンジーは遺伝子の98％以上を共有しているのだから血縁度は0.98以上である。

血縁度は遺伝子プールのなかで定義されるものであり、したがって同じ集団に属し遺伝子プールを共有するとは考えられない別種の間で血縁度を計算することはできない。またこの誤解は、血縁度を特定の遺伝子の共有率でなくゲノム全体の共有率としている点でも誤りである。
- 動物は血縁度の計算ができない（従って血縁選択が働くはずがない）

ドーキンスはこのような批判に対して「巻き貝は対数表を持っていないが美しい対数らせんを描くことができる」と反論している。

### 日本語文献
- 青木重幸『兵隊を持ったアブラムシ』どうぶつ社〈自然誌選書〉、1984年。ISBN 4886222188。
- クローニン, H『性選択と利他行動』工作者、1994年（原著1991年）。ISBN 4875022387。
- デイリー, M、ウィルソン, M 著、竹内久美子 訳『シンデレラがいじめられるほんとうの理由』新潮社〈進化論の現在〉、2002年（原著1998年）。ISBN 4105423029。
- ドーキンス, R 著、日高敏隆・岸由二・羽田節子・垂水雄二 訳『利己的な遺伝子』（増補新装版）紀伊国屋書店、2006年（原著2006年）。ISBN 4314010037。
- ドーキンス, R 著、日高敏隆・遠藤彰・遠藤知二 訳『延長された表現型 自然淘汰の単位としての遺伝子』紀伊国屋書店、1987年（原著1982年）。ISBN 4314004851。
- 長谷川英祐 著「アリの性比をめぐる親子の対立」、齋藤裕編著 編『親子関係の進化生態学 節足動物の社会』北海道大学図書刊行会、1996年、3-27頁。ISBN 4832996517。
- 長谷川眞理子『動物の行動と生態』放送大学教育振興会、2004年。ISBN 4595237804。
- 長谷川眞理子、長谷川寿一『進化と人間行動』放送大学教育振興会、2007年。ISBN 9784595307584。
- 伊藤嘉昭『新版 動物の社会 社会生物学・行動生態学入門』東海大学出版会、2006年。ISBN 4486017374。
- 巌佐庸 著、団勝磨・山口昌哉・岡田節人 編『生物の適応戦略』サイエンス社〈ライブラリ 生命を探る-3〉、1981年。ISBN 4781902324。
- 馬渡峻輔 著「群体性の利点：群体と個虫分化」、白山義久 編『無脊椎動物の多様性と系統（節足動物を除く）』岩槻邦男・馬渡峻輔監修、裳華房〈バイオディバーシティ・シリーズ5〉、2000年。ISBN 4785358289。
- トリヴァース, R 著、中嶋康裕・福井康雄・原田泰志 訳『生物の社会進化』産業図書、1991年（原著1985年）。ISBN 4782800614。
- 辻和希 著「血縁淘汰・包括適応度と社会性の進化」、石川統・斎藤成也・佐藤矩行・長谷川眞理子 編『行動・生態の進化』岩波書店〈シリーズ進化学6〉、2006年、55-120頁。ISBN 4000069268。

### 英語文献
- Dawkins, R (1979). “Twelve misunderstandings of kin selection”. Z Tierpsychol 51 (2):  184-200. doi:10.1111/j.1439-0310.1979.tb00682.x. ISSN 1439-0310.
- West, SA; Garder, A (2010). “Altruism, spite, and greenbeards”. Science 327 (5971):  1341-1344. doi:10.1126/science.1178332. ISSN 1095-9203.
- West, SA et al. (2007). “Social semantics: altruism, cooperation, mutualism, strong reciprocity and group selection”. J Evol Biol 20 (2):  415-432. doi:10.1111/j.1420-9101.2006.01258.x. ISSN 1010-061X.